# Самосир
Самосир (на индонезийски: Samosir) е голям вулканичен остров, разположен в езерото Тоба в Северна Суматра, Индонезия. Езерото и островът са образувани следи изригването на супервулкан преди около 75 000 ± 900 години години. Първоначално островът представлява полуостров, свързан с околната калдера чрез тесен провлак, но през 1907 г. е прокопан канал през него с цел улесняване на плаването.
С площ от 630 km е най-големият остров, намиращ се в друг остров, в света, както и един от най-големите езерни острови в света. На острова също са разположени две малки езерца. Островът е свързан с останалата част от Суматра чрез малък мост през град Пангуруран на Самосир и Теле на Суматра.
Самосир е популярна туристическа дестинация в Индонезия, поради екзотичната си история и гледките, които се откриват от него. Островът е център на културата на батаките, които са построили множество къщи в традиционен архитектурен стил на острова. Островът се обслужва от фериботна линия, превозваща пътници и моторни превозни средства.
- Изглед от Самосир.
- Батакски жилища на острова.
- Оризища на Самосир.
- Изглед от острова, 1910-те години.